# Euaresta
Euaresta is een geslacht van insecten uit de familie van de Boorvliegen (Tephritidae), die tot de orde tweevleugeligen (Diptera) behoort.

## Soorten
- E. aequalis (Loew, 1862)
- E. bella (Loew, 1862)
- E. bellula Snow, 1894
- E. bullans (Wiedemann, 1830)
- E. festiva (Loew, 1862)
- E. jonesi Curran, 1932
- E. stigmatica Coquillett, 1902
- E. tapetis (Coquillett, 1894)